# Thomas Gurmann
Thomas Gurmann (* 19. August 2006 in Wien) ist ein österreichischer Fußballspieler.

## Karriere
Gurmann begann seine Karriere beim SK Tulbing. Zur Saison 2018/19 wechselte er zum USV Pressbaum. Zur Saison 2019/20 wechselte er in die AKA St. Pölten, in denen er fortan sämtliche Altersstufen durchlief. Im Jänner 2024 schloss er sich dem Regionalligisten Kremser SC an. Bis zum Ende der Saison 2023/24 absolvierte er alle 14 Partien der Kremser in der Regionalliga. In der Saison 2024/25 kam er bis zur Winterpause ebenfalls in allen 15 Spielen zum Einsatz.
Im Februar 2025 wechselte Gurmann zur zweiten Mannschaft des Bundesligisten SK Sturm Graz. Sein Debüt in der 2. Liga gab er im selben Monat, als er am 17. Spieltag der Saison 2024/25 gegen den SK Rapid Wien II in der 77. Minute für Jonas Karner eingewechselt wurde.